# المدرسة العامرية (الكويت)
المدرسة العامرية افتتحت عام 1919، وتعتبر أول مدرسة خاصة تؤسس في الكويت. ويرجع تسميتها بالمدرسة العامرية لموقعها في ديوان ابن عامر ، أسسها كل من عبد الملك الصالح المبيض ، والشيخ أحمد الخميس ، والشيخ عبد العزيز الرشيد. أغلقت عام 1921 وذلك لانتقال مدرسيها للمدرسة الأحمدية.

## التأسيس والخلاف مع المدرسة المباركية
كان المدرسون في المباركية ينقسمون إلى فئتين. كانت الفئة الأولى تشمل الأستاذ عبد الملك الصالح المبيض والشيخ أحمد الخميس والشيخ عبد العزيز الرشيد والسيد عمر عاصم وكانوا يتقاضون 100 روبية شهرياً، بينما يتقاضى مدرسوا الفئة الثانية رواتب أقل. مما جعل مدرسي الفئة الثانية بأن يقدموا عريضة لإدارة المدرسة بشأن الاختلاف في قيم الرواتب ومطالبة بالمساواة، وذكروا فيها عزمهم على الاستقالة في حين عدم تلبية مطالبهم، وتضامن معهم مدرسي الفئة الأولى عدا السيد عمر عاصم. ورفعت العريضة للمجلس واستقال مدرسي الفئة الأولى، أما أصحاب العريضة الأصليون فإنهم التزموا الصمت وعادوا لفصولهم. وما كان للأساتذة المستقيلين إلا أن أقاموا مدرسة أسموها العامرية.

## الرسوم
كانت تتقاضى المدرسة عن كل طالب مبلغ 4 روبيات شهرياً، كما فُتحت مكتبة بالمدرسة لبيع الكتب ولوازم القرطاسية.